# کوژنگسکو
کوژنگسکو (به لهستانی:  Korzeńsko) یک روستا در لهستان است که در گمینا ژمیگرود واقع شده‌است.
 کوژنگسکو  ۱٬۰۰۰ نفر جمعیت دارد.